# Barbara Lewis
Barbara Ann Lewis (9 de febrero de 1943) es una cantante y compositora estadounidense cuyo estilo suave influyó en el rhythm and blues.

## Carrera
Barbara Lewis nació en Salem, Míchigan, Estados Unidos, y desde su adolescencia escribió y grabó música con el productor discográfico Ollie McLaughlin, un DJ negro de la estación de radio WHRV de Ann Arbor, Míchigan, hoy en día, WAAM radio.
El primer lanzamiento de Lewis fue en 1962, con el tema «My Heart Went Do Dat Da» que, aunque no estuvo en las listas nacionales, fue un éxito local en el área de Detroit, Míchigan.  Barbara Lewis escribió todas las canciones en su LP debut, incluido el éxito «Hello Stranger», que alcanzó el número 3 en la lista Billboard Hot 100 de EE. UU., tema que contó con un distintivo uso del órgano Hammond. Lewis también otros éxitos como «Straighten Up Your Heart» (puesto número 43) y su original «Puppy Love» (puesto número 38) antes de que Bert Berns produjera el disco que tuvo un millón copias en ventas «Baby I'm Yours» (puesto número 11), escrito por Van McCoy. Berns también produjo su siguiente éxito: «Make Me Your Baby» (puesto número 11), originalmente grabado por Pixies Three. El último gran éxito de Barbara Lewis en el Top 40 fue «Make Me Belong to You» (puesto número 28 en 1966), escrito por Chip Taylor y Billy Vera.
El 8 de agosto de 1969, junto con la actriz Joanna Pettet, Lewis almorzó en la casa de Sharon Tate en Benedict Canyon, Los Ángeles, unas horas antes del asesinato de Tate que ocurriría allí durante la noche de aquel día.
A finales de la década, lanzó un álbum con un sonido más arenoso para Stax Records.
Durante la siguiente década, otros artistas también tuvieron mucho éxito con las canciones de Lewis. Su propia composición «Hello Stranger», que había sido versionado en 1966 por los Capitols, fue un éxito regional en 1973 en una versión de Fire & Rain, y en 1977 una versión de Yvonne Elliman alcanzó el Top 20 de EE. UU. y también en el listado del UK Singles Chart Top 30. La versión de Elliman también encabezó la categoría Easy Listening de EE. UU. durante más de cuatro semanas. En 1985, la adaptación de Carrie Lucas de «Hello Stranger» fue un éxito de que estuvo en el Top 20 del R&B, y en 2004 Queen Latifah versionó «Hello Stranger» para su álbum «The Dana Owens Album».
Barbara Lewis desapareció de la escena pública por años, tras desacelerarse su carrera profesional a fines de la década de 1960. Fue solo después del éxito de Elliman en 1977, que el popular conductor del programa de radio American Top 40, Casey Kasem la rastreó para entrevistarla en su programa del 4 de junio de 1977. Según Kasem, nadie sabía dónde se encontraba, incluido su agente, que ni siquiera sabía cómo enviarle cheques por los derechos de autor de la grabación de Elliman de su canción. Según Kasem, ella esperaba ser redescubierta en Míchigan cuando él finalmente la halló.
«Baby I'm Yours» fue versionada por la cantante de música country Jody Miller y Debby Boone (el lado B del sencillo «God Knows»). En Canadá, Suzanne Stevens tuvo éxito en 1975 con una versión disco de «Make Me Your Baby». Versiones de sus canciones continúan interpretánsoe en el nuevo milenio como los Arctic Monkeys que realizaron una versión de «Baby I'm Yours», como lado B del sencillo de 2006 «Leave Before the Lights Come On».
En 1995, «Baby I'm Yours» de Lewis apareció en la banda sonora de la película Los puentes de Madison, y en 2016 «Hello Stranger» apareció en la banda sonora de la película Moonlight. 
Barbara Lewis recibió el Premio Pioneros de la Fundación Rhythm and Blues en 1999.
En 2016, Barbara Lewis fue incluida en el Salón de la Fama de las Leyendas del Rock and Roll de Míchigan.
Problemas de salud obligaron a Barbara Lewis a retirarse de los escenarios y del canto en 2017.
En 2019, «Hello Stranger» apareció hacia el final del episodio final de la serie de televisión de la BBC, Giri/Haji.

## Discografía

### Álbumes
- Hello Stranger (1963)
- Snap Your Fingers (1964)
- Baby, I'm Yours (1965)
- It's Magic (1966)
- Workin' On A Groovy Thing (1968)
- The Many Grooves Of Barbara Lewis (1970)

### Discos sencillos
- «Hello Stranger» – mayo de 1963 – EE. UU. No. 3, EE. UU. R&B No. 1 (2 semanas)
- «Straighten Up Your Heart» – agosto de 1963 – U.S.  No. 43; b/w «If You Love Her» – EE. UU. No. 131
- «Puppy Love» – enero de 1964 – EE. UU. No. 38; b/w «Snap Your Fingers» – diciembre de 1963 – EE. UU. No. 71
- «Baby I'm Yours» – junio de 1965 – EE. UU. No. 11
- «Make Me Your Baby» – septiembre de 1965 – EE. UU. No. 11
- «Don't Forget About Me» – enero de 1966 – EE. UU. No. 91
- «Make Me Belong To You» – julio de 1966 – EE. UU. No. 28
- «Baby What Do You Want Me To Do» – octubre de 1966 – EE. UU. No. 74
- «I'll Make Him Love Me» – abril de 1967 – EE. UU. No. 72

### Otras canciones notables
- «My Heart Went Do Dat Da»
- «My Mama Told Me»
- «Think A Little Sugar» (flip side of "Hello Stranger")
- «How Can I Say Goodbye»
- «Spend A Little Time»
- «Someday We're Gonna Love Again»
- «Pushin' A Good Thing Too Far»
- «I Remember The Feeling (flip side of "Baby What Do You Want Me To Do)»
- «Thankful For What I Got»
- «Sho' Nuff (It's Got To Be Your Love)»
- «Love Makes The World Go Round» – una versión del éxito de Deon Jackson
- «On Bended Knee»
- <<The Shadow of my Your Smile>>

```
  best of Bárbara Lewis
```